# Те-Кроссингс (Флорида)
Те-Кроссингс (англ. The Crossings) — статистически обособленная местность, расположенная в округе Майами-Дейд (штат Флорида, США) с населением в 23 557 человек по статистическим данным переписи 2000 года.

## География
По данным Бюро переписи населения США статистически обособленная местность Те-Кроссингс имеет общую площадь в 9,58 квадратных километров, водных ресурсов в черте населённого пункта не имеется.
Статистически обособленная местность Те-Кроссингс расположена на высоте 2 м над уровнем моря.

## Демография
| Год переписи        | Нас.  |  | %±   |
| ------------------- | ----- |  | ---- |
| 1980                | 11986 |  | —    |
| 1990                | 22290 |  | 86%  |
| 2000                | 23557 |  | 5,7% |
| 1980–2000 Источник: |       |  |      |

По данным переписи населения 2000 года в Те-Кроссингс проживало 23 557 человек, 6255 семей, насчитывалось 8264 домашних хозяйств и 8672 жилых дома. Средняя плотность населения составляла около 2458,98 человек на один квадратный километр. Расовый состав населённого пункта распределился следующим образом: 85,20 % белых, 4,64 % — чёрных или афроамериканцев, 0,09 % — коренных американцев, 3,31 % — азиатов, 0,05 % — выходцев с тихоокеанских островов, 3,54 % — представителей смешанных рас, 3,17 % — других народностей. Испаноговорящие составили 56,11 % от всех жителей статистически обособленной местности.
Из 8264 домашних хозяйств в 40,7 % воспитывали детей в возрасте до 18 лет, 56,1 % представляли собой совместно проживающие супружеские пары, в 15,8 % семей женщины проживали без мужей, 24,3 % не имели семей. 19,3 % от общего числа семей на момент переписи жили самостоятельно, при этом 4,0 % составили одинокие пожилые люди в возрасте 65 лет и старше. Средний размер домашнего хозяйства составил 2,85 человек, а средний размер семьи — 3,28 человек.
Население статистически обособленной местности по возрастному диапазону по данным переписи 2000 года распределилось следующим образом: 25,9 % — жители младше 18 лет, 9,1 % — между 18 и 24 годами, 32,0 % — от 25 до 44 лет, 24,6 % — от 45 до 64 лет и 8,4 % — в возрасте 65 лет и старше. Средний возраст жителей составил 36 лет. На каждые 100 женщин в Те-Кроссингс приходилось 87,9 мужчин, при этом на каждые сто женщин 18 лет и старше приходилось 82,3 мужчин также старше 18 лет.
Средний доход на одно домашнее хозяйство статистически обособленной местности составил 55 517 долларов США, а средний доход на одну семью — 60 263 доллара. При этом мужчины имели средний доход в 42 360 долларов США в год против 32 543 доллара среднегодового дохода у женщин. Доход на душу населения статистически обособленной местности составил 55 517 долларов в год. 5,1 % от всего числа семей в населённом пункте и 6,5 % от всей численности населения находилось на момент переписи населения за чертой бедности, при этом 5,4 % из них были моложе 18 лет и 5,3 % — в возрасте 65 лет и старше.